# ESR Cayman
ESR Group Limited（港交所：01821）是一間總部位於香港的地產公司，主要在中國、日本、韓國、新加坡、澳洲及印度開發物流地產項目。
2019年6月，ESR Group Limited計劃在香港交易所上市，集資最多14億美元。華平投資是ESR Group Limited的主要股東，持有38%股權，而京東物流則持有8.23%。ESR Cayman後來因應市況不佳，最終把上市計劃推遲。
ESR Group Limited於2019年10月重啟上市計劃，並於2019年11月1日於香港交易所正式掛牌，最終集資額為18億美元。

2021年8月，ESR Cayman提出以51.92億美元收購ARA資產管理。
2022年7月，ESR Cayman以52.5億港元投得香港葵涌一幅物流用地，其後宣佈與華懋集團共同興建一座凍倉儲存和物流設施。

## 連結
- ESR Cayman（页面存档备份，存于）
- ESR Cayman招股章程（页面存档备份，存于）